# Mark Verheiden

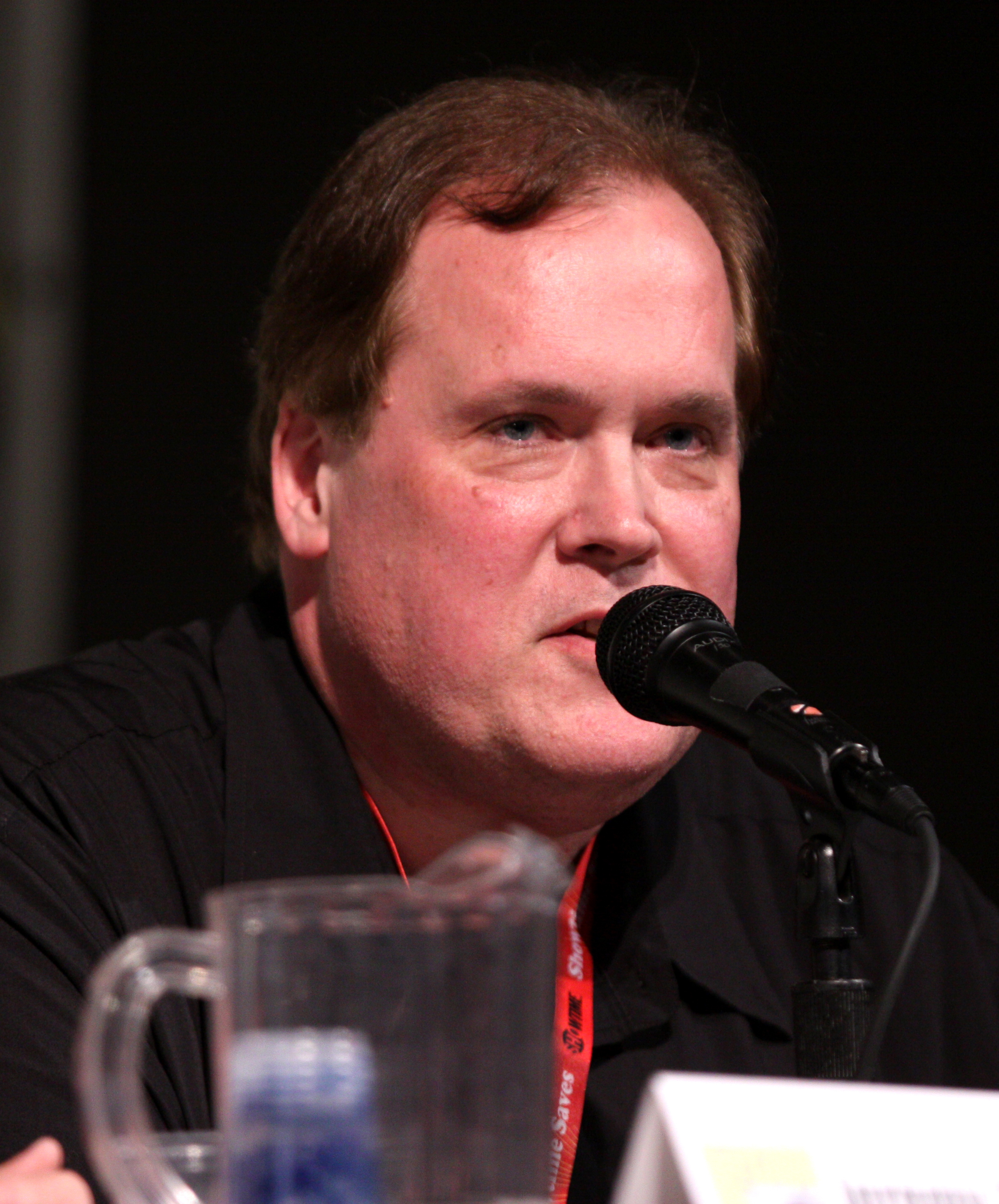
Mark Verheiden (2011)

Mark Verheiden (* 1956) ist ein US-amerikanischer Drehbuch- und Comicautor.

## Leben und Arbeit
Verheiden ist seit den frühen 1990er Jahren als Drehbuchautor tätig. Zu den Filmdrehbüchern, an denen er mitgeschrieben hat, zählt unter anderem das Skript für Die Maske (1994) mit Jim Carrey. Im gleichen Jahr war er als Drehbuchautor an den Science-fiction-Film Timecop beteiligt. Für das US-amerikanische Fernsehen entwickelte Verheiden die von der Sendeanstalt ABC produzierte Serie Timecop, für die er auch einen Großteil der Drehbücher beisteuerte.
Es folgten die Jugendserie Smallville, für die Verheiden auch drei Staffeln lang als überwachender bzw. als Co-Produzent wirkte. In den Jahren 2005 bis 2009 fungierte Verheiden als ausführender Produzent und Autor für die Serie Battlestar Galactica. Seit 2011 ist er gleicher Weise für Falling Skies tätig.
2007 war er als Drehbuchautor an der Filmkomödie My Name Is Bruce beteiligt.
Als Comicautor hat Verheiden in der Vergangenheit überwiegend für die Verlage Dark Horse Comics und DC Comics geschrieben: Für Dark Horse legte er Arbeiten für The American und die auf der gleichnamigen Horror-Filmreihe basierenden Comics Aliens vor. Seine Popularität als Autor der Aliens-Comics hatte zudem zur Folge, dass ein von Tommy Flannagan verkörperter Charakter des Films Alien vs. Predator nach ihm benannt wurde. Für DC Comics schrieb Verheiden einige Ausgaben der Serie Superman/Batman sowie eine dreizehnteilige Maxiserie über The Phantom.